# Luigi Lenzini
Luigi Lenzini (28. května 1881, Fiumalbo – 21. července 1945, Pavullo nel Frignano) byl italský římskokatolický kněz, zabitý během druhé světové války komunistickými partyzány. Katolická církev jej uctívá jako blahoslaveného mučedníka.

## Život
Narodil se dne 28. května 1881 ve Fiumalbu rodičům Angelovi a Silvii Lenziniovým. Jeho strýc byl knězem. Již od dětství se v něm pěstovala zbožnost a v mládí se rozhodl stát knězem.
Svoji formaci na kněžském semináři zahájil roku 1897 a o Vánocích roku 1898 začal nosit kleriku. Roku 1901 přestěhoval do Modeny, kde pokračoval ve studiu filozofie a teologie. Dne 19. března 1904 jej arcibiskup z Modeny Natale Bruni vysvětil na kněze pro svou arcidiecézi. Svoji primiční mši svatou sloužil ve své rodné obci.
Nejprve působil jako kaplan ve vesnici Casinalbo (část obce Formigine). Po nějaké době se stal farářem ve městě Finale Emilia, kde musel čelit protikatolickým náladám ze strany místních komunistických politiků a občanů. Roku 1912 se stal farářem ve vesnici Roncosaglia (část města Sestola). Od roku 1921 pak působil jako farář ve vesnici Montecuccolo (část města Pavullo nel Frignano), kterouž funkci zastával do roku 1937. Mezi farníky se stal oblíbeným. Rád četl papežskou encykliku E supremi od papeže sv. Pia X.
Koncem roku 1937 se rozhodl odejít do Říma ve snaze vstoupit k redemptoristům, což se mu však nepodařilo a roku 1939 ho jeho arcibiskup povolal spět a poslal do vesničky Gaiato (část města Pavullo nel Frignano). Po rozpoutání druhé světové války odsuzoval ideologie nacismu i komunismu. Dne 26. ledna 1941 se stal farářem v Crocette (část města Pavullo nel Frignano), kde působili komunističtí partyzáni. Časem se s nimi dostal do konfliktu díky svému odmítavému postoji vůči komunismu.
Dne 21. července 1945 v brzkých ranních hodinách přišlo několik maskovaných komunistických partyzánů k jeho faře v Crocette s cílem jej vylákat za záminkou návštěvy umírajícího muže. Jednoho z partyzánů však včas poznal a aniž by to tušili uprchl do nedaleké kostelní zvonice, aby z ní zazvonil pro pomoc. Do kostela mu však na pomoc nikdo nepřišel, partyzáni ho zde dopadli a násilně odvedli asi kilometr od fary na otevřenou vinici, kde ho brutálně zavraždili. Příčinou smrti se pak ukázala rána do týla. Jeho ostatky se známkami mučení byly později nalezeny rolníkem napůl pohřbené a nasáklé krví. Pohřeb se konal dne 27. července 1945, načež byly jeho ostatky uloženy na místní hřbitov v Crocette (část města Pavullo nel Frignano). Roku 2002 pak byly přeneseny do farního kostela, stojícího na onom hřbitově

## Úcta
Jeho beatifikační proces započal dne 27. října 2009, čímž obdržel titul služebník Boží. Dne 27. října 2020 podepsal papež František dekret o jeho mučednictví.
Blahořečen pak byl dne 28. května 2022 na Piazza Grande v Modeně. Obřadu předsedal jménem papeže Františka kardinál Marcello Semeraro.
Jeho památka je připomínána 21. července. Bývá zobrazován v kněžském oděvu.